# 伯爵街 (聖多明各)
伯爵街（西班牙語：Calle El Conde）是圣多明各的殖民城的一条古老街道。有一段时间，它是圣多明各的主要街道之一。它以佩尼亚尔瓦伯爵的名字命名。这条街始于两个拐角处，始于纪念碑伯爵门，与帕洛欣卡多街的交叉路口，终点是通往弗朗西斯科·阿尔贝托·卡马尼奥大道的石阶。它目前是圣多明各唯一的步行街。
这条街是多米尼加共和国的第一批混凝土，装饰风艺术和带有电梯的建筑物出现的地方，例如建于1927年的“Edificio Baquero”。在这条街上坐落着美洲的第一个市政厅和美洲的第一座大教堂。今天，它是一条步行街，到处都是商店，小广场，酒店，餐馆和旅游景点。但是由于大量废弃的建筑物而形成了鲜明的对比。
以前被称为“百万钱的舞蹈”的时期，这条街上有小型电影院和各种酒店。当时，街道上装饰着松树和其他树木，使其具有欧洲外观，而今天有很多加勒比装饰。